# Natação nos Jogos Pan-Americanos Júnior de 2025
As competições de natação nos Jogos Pan-Americanos Júnior de 2025 em Assunção, Paraguai, foram realizadas entre 10 e 17 de agosto de 2025, com as provas de natação acontecendo na Piscina do Centro de Treinamento Olímpico do Comitê Olímpico Paraguaio (COP) e as provas de natação em águas abertas na Playa San Jose em San Juan del Paraná. 
Alguns eventos contaram vagas para os Jogos Pan-Americanos de 2027.

## Quadro de medalhas
| Pos.                | País                         | Ouro | Prata | Bronze | Total |
| ------------------- | ---------------------------- | ---- | ----- | ------ | ----- |
| 1                   | BRA Brasil                   | 25   | 12    | 8      | 45    |
| 2                   | ARG Argentina                | 6    | 7     | 3      | 16    |
| 3                   | MEX México                   | 3    | 4     | 10     | 17    |
| 4                   | GUA Guatemala                | 2    | 0     | 0      | 2     |
| 5                   | COL Colômbia                 | 1    | 4     | 5      | 10    |
| 6                   | PAN Panamá                   | 1    | 1     | 0      | 2     |
| 7                   | PUR Porto Rico               | 1    | 0     | 3      | 4     |
| 8                   | VEN Venezuela                | 0    | 2     | 3      | 5     |
| 9                   | CHI Chile                    | 0    | 2     | 0      | 2     |
| 10                  | BAH Bahamas                  | 0    | 1     | 1      | 2     |
| 10                  | JAM Jamaica                  | 0    | 1     | 1      | 2     |
| 12                  | ECU Equador                  | 0    | 1     | 0      | 1     |
| 12                  | ISV Ilhas Virgens Americanas | 0    | 1     | 0      | 1     |
| 14                  | PER Peru                     | 0    | 0     | 2      | 2     |
| 14                  | TTO Trinidad e Tobago        | 0    | 0     | 2      | 2     |
| 16                  | BER Bermudas                 | 0    | 0     | 1      | 1     |
| 16                  | GUY Guiana                   | 0    | 0     | 1      | 1     |
| 16                  | URU Uruguai                  | 0    | 0     | 1      | 1     |
| Total (18 entradas) | Total (18 entradas)          | 39   | 36    | 41     | 116   |

## Medalhistas
Masculino
| Evento                                | Ouro | Prata                                                                                                | Bronze                                                                                          |
| ------------------------------------- | --- | --- | ----------------------------------------------------------------------------------------------- |
| 50 metros livre                       | Guilherme Caribé BRA Brasil | Taylor Lamar USA Estados Unidos                                                                      | Nikoli Blackman TTO Trinidad e Tobago                                                           |
| 50 metros livre                       | Guilherme Caribé BRA Brasil | Taylor Lamar USA Estados Unidos                                                                      | Pedro Sansone BRA Brasil                                                                        |
| 100 metros livre                      | Guilherme Caribé BRA Brasil | Andres Dupont MEX México                                                                             | Lamar Taylor BAH Bahamas                                                                        |
| 200 metros livre                      | Stephan Stevernick BRA Brasil | Eduardo Cisternas CHI Chile                                                                          | Matias Santiso ARG Argentina                                                                    |
| 400 metros livre                      | Stephan Stevernick BRA Brasil | Eduardo Cisternas CHI Chile                                                                          | Leonardo Alcântara BRA Brasil                                                                   |
| 800 metros livre                      | Stephan Stevernick BRA Brasil | João Pierre Campos BRA Brasil                                                                        | Paulo Delgado Strehlke MEX México                                                               |
| 1500 metros livre                     | João Pierre Campos BRA Brasil | Matheus de Freitas BRA Brasil                                                                        | Santiago Guiterrez MEX México                                                                   |
| 100 metros costas                     | Ulisses Juan Saraiva ARG Argentina | Maxmilian Wilson ISV Ilhas Virgens Americanas                                                        | Jack Harvey BER Bermudas                                                                        |
| 200 metros costas                     | Humberto Najera MEX México | Samuel Lopes BRA Brasil                                                                              | Edhy Vargas CHI Chile                                                                           |
| 100 metros peito                      | Xavier Hamil PUR Porto Rico | Guilherme Camossato BRA Brasil                                                                       | Collin Alexander JAM Jamaica                                                                    |
| 200 metros peito                      | Roberto Bonilla GUA Guatemala | Guilherme Camossato BRA Brasil                                                                       | Mariano Lazzerini CHI Chile                                                                     |
| 100 metros borboleta                  | Lucio Filho BRA Brasil | Ulises Cazau ARG Argentina                                                                           | Diego Balbi PER Peru                                                                            |
| 200 metros borboleta                  | Gustavo Francisco BRA Brasil | Gabriel Moura BRA Brasil                                                                             | Noel Raekwon GUY Guiana                                                                         |
| 200 metros combinado                  | Roberto Bonilla GUA Guatemala | Stephan Steverink BRA Brasil                                                                         | Xavier Ruiz PUR Porto Rico                                                                      |
| 400 metros combinado                  | Stephan Steverink BRA Brasil | Gustavo Kanzler BRA Brasil                                                                           | Maximiliano Cuevas MEX México                                                                   |
| 4x100 metros revezamento estilo livre | Pedro Sansone Samuel Lopes Davi Zanella Gabriel Machuco Nunes Gabriel Moura Guilherme Caribé João Pierre Campos Lucio Filho BRA Brasil | Manuel Diaz G. Dennis Perez Raul Briceno Jorge Eliezer Emil Perez VEN Venezuela                      | Wilson Zarek Nikoli Blackman Jonathan-Mathew Matamoro Anthony Zachary TTO Trinidad e Tobago     |
| 4x200 metros revezamento estilo livre | Stephan Steverink Davi Zanella Gabriel Machuco Nunes Gabriel Moura BRA Brasil                                                          | David Medina Paulo Delgado Strehlke Jose Cano Andres Dupont MEX México                               | Elias Ardiles Eduardo Cisternas Mariano Lazzerini Edhy Vargas CHI Chile                         |
| 4x100 metros revezamento combinado    | Jose Materano Matias Chaillou Ulises Cazau Matias Santizo Dante Rho Nicola Ulises Juan Saraiva ARG Argentina                           | Davi Zanella Pedro Sansone Samuel Lopes Guilherme Camossato Gustavo Francisco Lucio Filho BRA Brasil | Alfredo Velazquez Rafael Arizpe Diego Camacho Nicolas Macias Andres Dupont Marco Pat MEX México |
| Águas Abertas 10km                    | Paulo Strehlke MEX México | Matheus de Freitas BRA Brasil                                                                        | Leonardo Brandt BRA Brasil                                                                      |

Feminino
| Evento                                | Ouro | Prata | Bronze |
| ------------------------------------- | --- | --- | --- |
| 50 metros livre                       | Stephanie Balduccini BRA Brasil | Não houve medalhista                                                                                          | Beatriz Bezerra BRA Brasil |
| 50 metros livre                       | Isabella Bedoya COL Colômbia | Não houve medalhista                                                                                          | Beatriz Bezerra BRA Brasil |
| 100 metros livre                      | Stephanie Balduccini BRA Brasil | Isabella Bedoya COL Colômbia                                                                                  | Angelina Solari URU Uruguai                                                                                                   |
| 200 metros livre                      | Stephanie Balduccini BRA Brasil | Maria Yegres VEN Venezuela                                                                                    | Tiffany Murillo COL Colômbia                                                                                                  |
| 400 metros livre                      | Agostina Ariadna ARG Argentina | Letícia Romão BRA Brasil                                                                                      | Tiffany Murillo COL Colômbia                                                                                                  |
| 800 metros livre                      | Letícia Romão BRA Brasil | Tiffany Murillo COL Colômbia                                                                                  | Sharon Cho MEX México |
| 1500 metros livre                     | Letícia Romão BRA Brasil | Tiffany Murillo COL Colômbia                                                                                  | Mariana de Oliveira BRA Brasil                                                                                                |
| 100 metros costas                     | Celia Pulido MEX México | Cecilia Dieleke ARG Argentina                                                                                 | Júlia Ferreira BRA Brasil |
| 200 metros costas                     | Malena Santillán ARG Argentina | Celia Pulido MEX México                                                                                       | Cecilia Dieleke ARG Argentina                                                                                                 |
| 100 metros peito                      | Emily Marie PAN Panamá | Sabrina Lyn JAM Jamaica                                                                                       | Stefania Gómez COL Colômbia                                                                                                   |
| 200 metros peito                      | Agatha Amaral BRA Brasil | Emily Marie PAN Panamá                                                                                        | Nichelly Lysy BRA Brasil |
| 100 metros borboleta                  | Joyce Rocha BRA Brasil | Beatriz Bezerra BRA Brasil                                                                                    | Maria Mendez MEX México |
| 200 metros borboleta                  | Ana Julia Amaral BRA Brasil | Samantha Baños COL Colômbia                                                                                   | Eliana Yasmin PER Peru |
| 200 metros combinado                  | Agostina Ariadna ARG Argentina | Fernanda Celidonio BRA Brasil                                                                                 | Isabella Chavez MEX México |
| 400 metros combinado                  | Agostina Ariadna ARG Argentina | Magdalena Portela ARG Argentina                                                                               | Agatha Amaral BRA Brasil |
| 4x100 metros revezamento estilo livre | Julia Ariosa Stephanie Balduccini Sophia Marques Ana Julia Amaral Joice Rocha Beatriz Bezerra Carolina Leitão Fernanda Celidonio Julia Karla Goes BRA Brasil | Maria Fernanda Mendez Fernanda Cabrera Valeria Rodriguez Celia Del Rocio MEX México                           | Cecilia Dieleke Magdalena Portela Martina Urgelles Catalina Acacio Luna Gauna Agostina Ariadna Malena Santillán ARG Argentina |
| 4x200 metros revezamento estilo livre | Mariana de Oliveira Stephanie Balduccini Carolina Leitão Fernanda Celidonio Julia Ariosa Joice Rocha Letícia Romão Letícia de PaulaBRA Brasil                | Cecilia Dieleke Magdalena Portela Martina Urgelles Luna Gauna Agostina Ariadna Malena Santillán ARG Argentina | Samantha Baños Maria Santana Stefanía Gómez Tiffany Murillo Isabella Budnik COL Colômbia                                      |
| 4x100 metros revezamento combinado    | Nichelly Lysy Stephanie Balduccini Júlia Ferreira Joice Rocha BRA Brasil                                                                                     | Cecilia Dieleke Catalina Acacio Lucia Guna Agostina Ariadna ARG Argentina                                     | Fernanda Elizondo Mariana Ortega Maria Mendez Celia Pulido MEX México                                                         |
| Águas Abertas 10km                    | Cibelle Eichelberger BRA Brasil | Ana Abad ECU Equador                                                                                          | Paulina Alanis MEX México |

Misto
| Evento                                | Ouro | Prata | Bronze |
| ------------------------------------- | --- | --- | --- |
| 4x100 metros revezamento estilo livre | Carolina Leitão Gabriel Moura Gustavo Francisco Pedro Sansone Stephanie Balduccini Beatriz Bezerra Guilherme Caribé Julia Ariosa BRA Brasil        | Magdalena Portela Matias Chaillou Matias Santiso Lucia Gauna Agostina Ariadna Ulises Juan ARG Argentina         | Andrea Gonzalez Maria Mendez Alfredo Velazquez Diego Camacho Valeria Rodriguez Celia Pulido Andres Dupont MEX México |
| 4x100 metros revezamento combinado    | Sophia Penteriche Davi Zanella Fernanda Celidonio Francisco Gustavo Stephanie Balduccini Guilherme Camossato Júlia Ferreira Lúcio Filho BRA Brasil | Cecilia Dieleke Ulises Casau Magdalena Portela Lucia Gauna Agostina Ariadna Dante Rho Ulises Juan ARG Argentina | Maria Santana Samantha Baños Juan Jose Giraldo Gabriel Arias Isabella Calle COL Colômbia                             |